# Андерграунд (фильм)
«Андергра́унд» (серб. Подземље, англ. Underground; в русских источниках также известен под названиями «Подполье», «Под землёй») — пятый полнометражный фильм режиссёра Эмира Кустурицы, трагикомедия по сценарию Душана Ковачевича, основанному на его же пьесе. Действие ленты разворачивается на протяжении примерно пятидесяти лет (с 1941 года по начало 1992) в Югославии.
В Югославии и Франции фильм также выходил в телеверсии под названием Била једном једна земља («Жила-была одна страна»), состоявшей из шести серий общей продолжительностью в 5 часов. В телесети Германии фильм демонстрировался под названием «Underground» и был несколько раз показан как в полной 5-часовой, так и в сокращённой 3-часовой версиях.

## Сюжет

### Пролог
Действие фильма начинается в ночь с 5 на 6 апреля 1941 года. Двое подгулявших приятелей — Марко Дрен (серб. Марко Дрен, Marko Dren; Мики Манойлович) и Петар Попара (серб. Петар Попара, Petar Popara; Лазар Ристовски) по прозвищу Чёрный (серб. Црни, Crni) — возвращаются в Белград. Друзья проезжают мимо дома Ивана (Славко Штимац), брата Марко, и приветствуют его громкими криками. Затем процессия останавливается возле дома Чёрного, откуда выходит его беременная жена Вера (Мирьяна Каранович) и начинает укорять мужа, угрожая «бросить его, как бросила Марко его жена». Марко отводит Веру в сторону, просит её не поднимать шума и доверительно вполголоса сообщает ей, что накануне её мужа и лучшего друга Марко — Чёрного приняли в Коммунистическую партию. Вера не придаёт большого значения его словам.

### Часть 1. Война

#### 1941

Бата на развалинах Белграда. Кадр из первой части фильма.

Спустя несколько часов, утром, начинается первая в ходе Второй мировой войны воздушная атака немецких войск на Белград. Жители города пытаются найти убежище от падающих бомб, а Иван предпринимает попытки спасти животных: бомбы попали и в зоопарк. Марко и Чёрный, тем не менее, не отвлекаются от своих занятий (первый занимается сексом с проституткой, второй завтракает). После окончания авианалёта Чёрный отправляется осмотреть значительно пострадавший город. По пути ему встречается плачущий Иван с маленьким шимпанзе по имени Сони на руках.
Кадры хроники показывают быструю оккупацию Югославского королевства немецкими войсками. Через некоторое время вся страна оказывается занята нацистской армией.
Чёрный ухаживает за ведущей актрисой из Национального театра — Натальей Зовков (серб. Natalija Zovkov; Мирьяна Йокович). Наталья, как и другие члены труппы, участвует в разборе завалов в полуразрушенном городе. Чёрный навещает её на разборах завалов. Наталья рассказывает ему, что ходят слухи о том, что партизаны-коммунисты занимаются грабежами и показывает плакат, который обещает вознаграждение за голову Чёрного, а потом уезжает в ресторан со своим ухажёром, немецким офицером Францем (Эрнст Штёцнер).
В это же время после ограбления немецкого поезда с военной техникой оккупантам становятся известны имена Марко и Чёрного, оба объявлены в розыск по радио. Нацисты начинают активные поиски партизан. Тогда Марко устраивает склад оружия и укрытие в подвале дома его дедушки (Бата Стойкович) и уводит туда Веру, Ивана и некоторых других жителей города (Чёрный в это же время прячется в лесах).
Когда беженцы спускаются в подвал, у Веры начинаются родовые схватки. Прямо на лестнице, ведущей в подземелье, она производит на свет мальчика и умирает родами, успев только выразить свою последнюю волю — назвать ребёнка Йованом.

#### 1944
Прошло ровно три года. В одном из баров Белграда Чёрный празднует трёхлетие своего сына Йована вместе с другими деятелями коммунистического подполья. В погребе бара Марко, который уже стал секретарём местной партийной организации, совершает сделку, продавая неким лицам оружие и получая за это толстую пачку банкнот, а потом присоединяется к празднованию. В разгаре попойки Чёрный решает отправиться в Национальный театр за Натальей. Там ему удаётся проникнуть на сцену; Чёрный стреляет во Франца и похищает Наталью.
Чёрный с Натальей и Марко (а также сопровождающий их духовой оркестр) прибывают на небольшой речной корабль за пределами Белграда, на котором находится крупная партия оружия. Они ожидают священника, который должен обвенчать Наталью и Чёрного. Когда последний отлучается на несколько минут, Марко признаётся Наталье в любви. Она выглядит так, будто отвечает ему взаимностью, но по возвращении Чёрного сразу меняет своё решение и соглашается выйти замуж за Петара.
Утром (священник так и не появился) прибывают немецкие солдаты, и Франц, оставшийся в живых после выстрелов Чёрного благодаря бронежилету, требует выдать ему Наталью. Та немедленно соглашается ехать с Францем и бросить Марко и Чёрного. Марко сбегает с места событий на корабле, а Петар оказывается захвачен и помещён в психиатрическую больницу, где его пытают электричеством.
Спустя несколько дней в больницу проникает Марко. Он убивает Франца и увозит из лечебницы Чёрного и слабоумного брата Натальи Бату (Давор Дуймович); Наталья уходит вместе с ними. В ходе бегства Чёрный, спрятанный в сундуке, случайно роняет данную ему взведённую гранату, и она взрывается. Чёрный выживает, но на период лечения его помещают в то же подполье.
Спустя несколько дней Марко и Наталья в одной из комнат дома танцуют под музыку, Марко снова говорит Наталье слова любви (а в это время Белград снова начинают бомбить, на этот раз — самолёты союзных войск). Она отвечает ему словами: «Марко, как красиво ты лжёшь».
Кадры хроники показывают освобождение Югославии от оккупации. В освобождении активное участие принимает и Марко. В послевоенные годы он занимает важную должность в югославском руководстве, становится одним из соратников Тито, принимает участие в международных встречах, выступает с речами и стоит справа от Тито во время военных парадов.

### Часть 2. Холодная война

Марко выступает с речью на открытии памятника Чёрному. Кадр из второй части фильма.

1961 год. Марко Дрен — влиятельный политический деятель, один из соратников Тито. Оправившийся от ран Чёрный, его сын Йован, брат Марко Иван и другие горожане до сих пор находятся в подполье в уверенности, что снаружи всё ещё идёт война.
Вторая часть начинается с того, что Марко вместе с Натальей (она вышла за него замуж) присутствуют на открытии памятника Петару Попаре, который считается погибшим во время войны героем народного сопротивления; затем он спускается в подземелье, притворяясь избитым и израненным. Он говорит Чёрному, что его пытали в Гестапо, и что товарищ Тито просит Петара оставаться в подполье, пока не придёт решающий момент. Затем он осматривает подполье и, в частности, цех по производству оружия, который до сих пор активно работает. Единственный житель подземелья, который знает правду о происходящем — дед Марко. Он каждый день незаметно переводит большие часы, находящиеся в подземелье, назад, из-за чего людям кажется, будто они провели в подполье 15, а не 20 лет.
Поднявшись наверх, Марко заводит сирену, из-за чего жители подвала думают, что начался очередной авианалёт, и прячутся в убежище; также он передаёт сфабрикованные сводки новостей на немецком, из которых следует, что война до сих пор продолжается, и немцы с переменным успехом удерживаются на Восточном фронте. Получаемое из подземелья оружие Марко продаёт. В то же время вовсю идёт мифологизация истории (Марко и Наталья посещают съёмочную площадку фильма «Весна скачет на белом коне» (сербохорв. Proleće stiže na belom konju) по мемуарам Марко).
Марко подготовил для Натальи текст роли, которую она должна разыграть перед Чёрным, спустившись в подвал. Наталья поначалу сопротивляется, призывает Марко побояться Бога, обвиняет его во лживости; тому однако удаётся переубедить её, и Наталья сдаётся. Она покорно исполняет пожелания Марко в полном соответствии с его сценарием: спускается в подземелье, где притворяется избитой и изнасилованной немцами, произносит включённое в текст признание в любви Чёрному.
В этот же день в подземелье происходит свадьба Йована (Срджан Тодорович) и девушки по имени Елена (Милена Павлович), с которой тот вместе вырос в подполье. На праздник приглашены Марко и Наталья. В самом начале праздника Чёрный, произнося речь, благодарит Марко за прошедшие годы, в которые тот «заботился» о жителях подполья. Когда начинается застолье, Чёрный отзывает в сторону Йована и предлагает ему выбраться наверх, когда все напьются.
Наталья быстро напивается и, возбуждённая алкоголем, говорит Марко, что тот украл её молодость, что он сам преступник и вовлёк в своё преступление её. Марко снова уверяет Наталью, что всё им содеянное — исключительно ради любви к ней. Наталья, как и двадцать лет назад, отвечает ему словами: «Как прекрасно ты лжёшь», и они мирятся. Конец их разговора удаётся случайно подслушать Чёрному, после чего он даёт Марко пистолет и просит покончить с собой.
В то время, как Чёрный привязывает Наталью к своей спине, Марко вместо того, чтобы пустить пулю себе в голову, несколько раз стреляет в колено. Шимпанзе Ивана Сони забирается в собранный жителями подземелья танк и стреляет в стену подвала. В открывшуюся дыру сначала убегает сама обезьяна, потом, следом за ней, Иван, затем — Чёрный вместе с Йованом (Наталью они отпускают для её безопасности). Сони и Иван поочерёдно попадают в некий подземный тоннель, соединяющий разные города Европы. Сони взбирается на один из проезжающих по нему грузовиков, и Иван теряет её. В это время Наталья возвращается в подполье, а невеста Йована, узнав, что её жених выбрался наружу, прыгает в находящийся в подвале колодец.
Чёрный и Йован выбираются на поверхность, и попадают на съёмочную площадку фильма «Весна скачет на белом коне». Чёрный уверен в том, что война всё ещё идёт, и сначала незаметно душит двух статистов в форме немецких солдат, а потом убивает исполнителя роли Франца и устраивает переполох на съёмочной площадке. Когда утром отец и сын плавают в Дунае (Чёрный учит плавать Йована), появляется вертолёт, который прислан на расследование вчерашних событий на съёмочной площадке. Чёрный выбегает на берег и пытается подстрелить людей на вертолёте из винтовки, а когда те улетают, возвращается к реке — однако Йована там уже нет.
Марко решает, что им с Натальей нет жизни в Югославии. Включив сирену и дождавшись, когда жители подполья укроются в убежище, Марко взрывает дом вместе с подземельем.
Титр сообщает зрителю, что в 1962 году Марко Дрен таинственно исчез. Через двадцать лет умер Тито; кадры хроники показывают фрагменты похорон югославского лидера.

### Часть 3. Война

Чёрный посреди горящих развалин. Кадр из третьей части фильма.

1992 год. Иван Дрен находится в одной из психиатрических больниц Берлина. Он всё ещё ищет шимпанзе Сони и не верит, что Вторая мировая война закончилась. Тогда один из врачей (сам уроженец Югославии) показывает Ивану документы, которые показывают, что Марко и Наталью уже тридцать лет разыскивает Интерпол за преступления против человечности и торговлю оружием. Только тогда Ивану становится ясно, что Марко обманывал его; он убегает от докторов и спускается в туннель. Шофёр встретившейся в туннеле машины, миротворец из ООН, везущий людей из Боснии, говорит, что Югославии больше нет и там идёт война. Иван не может в это поверить и отправляется в сторону своей страны пешком. Там он наконец, после тридцати лет поисков, встречает Сони и выбирается вместе с ней наружу.
Иван оказывается в центре охваченного войной югославского города (вероятно, Сараево). Он заглядывает в окно какого-то здания и видит там Марко, который пытается продать партию оружия полевому командиру (Эмир Кустурица). Когда Марко в своём инвалидном кресле выезжает из здания, его настигает Иван и своей тростью забивает брата до полусмерти, а потом вешается на колокольной верёвке ближайшей церкви.
Полубезумный от горя после потери Йована Чёрный командует небольшой анархистской армией. Один из его солдат обнаруживает Марко и только что приехавшую к нему Наталью и, согласно приказу Чёрного убивать на месте торговцев оружием, расстреливает их, а потом поджигает тела. Увидев паспорта убитых, Чёрный узнаёт в них Марко и Наталью. Раскаиваясь в своём приказе и потеряв всё и всех, Петар идёт в подземелье, в котором он провёл почти двадцать лет. В колодце Чёрному мерещится Йован, и он прыгает в воду.

### Эпилог
В сюрреалистической концовке фильма все члены семей Марко и Чёрного, в том числе — умершие ещё в начале фильма, встречаются за свадебным столом Йована и Елены на берегу Дуная. Все они мирятся, Чёрный прощает Марко. Кусок земли, на котором стоит стол и танцуют гости, по линии где прошло стадо коров, отрывается от берега и уплывает вдаль по реке.

## Художественная ценность
Некоторыми критиками «Андерграунд» признаётся вершиной творчества Кустурицы.
Одним из главных достоинств фильма, как и всего творчества Кустурицы в целом, критики и киноведы называют витализм, жизненную силу. Эта черта продолжает линию, заданную предыдущими фильмами режиссёра, который, по выражению киноведа Андрея Плахова, заменил идеологию и культуру чертами народной жизни; этим самым режиссёр стал частью «балканского мифа», который достиг своего апогея именно после выхода «Андерграунда».
Продолжая тему особой энергетики «Андерграунда», критики говорят о высокой поэтичности фильма.
Отмечается эклектичность картины, в которой трагические сцены перемежаются с комическими и даже фарсовыми, вызывая у зрителя прямо противоположные чувства. Из-за этого сложно определить жанр фильма; многие критики и киноведы называют ленту фантасмагорией. Тенденцией к смешению жанров и сочетанием смешного и трагического Кустурица, видимо, обязан влиянию пражской киношколы.
Эстетику «Андеграунда» называют барочной. Андрей Плахов считает, что из-за этой приверженности барочному стилю образы «Андерграунда» часто находятся на грани дурного вкуса и говорит об «эстетическом беспределе» фильмов Кустурицы, что компенсируется уже упоминавшейся особенной энергетикой картины; лента, по мнению Плахова, «величественна в своей дисгармонии».
Манеру Кустурицы также сравнивают с магическим реализмом.
Что касается фарса, то в «Андерграунде» ему, как и в большинстве лент Кустурицы, отведено значительное место, возможно, это связано с желанием Кустурицы определить всю историю двадцатого века как фарс. В фильме присутствуют китчевые сцены, среди которых можно выделить карикатурное изображение съёмок патриотического партизанского фильма под названием «Весна едет на белом коне».
Критиками отмечалась актёрская игра, особенно Мики Манойловича, который уже второй раз выступил в фильме Кустурицы. Даже некоторые критики фильма не подвергли сомнению режиссёрское умение Эмира Кустурицы, впрочем, Ален Финкелькрот, который полемизировал с режиссёром в прессе по поводу политической подоплёки фильма (см. раздел «Обвинения в пропаганде»), назвал «Андерграунд» профанацией и подверг сомнению художественные качества фильма.

Марко стоит слева от маршала Тито. Актёр Мики Манойлович был вклеен в кадры кинохроники.

Визуальная составляющая фильма также заслужила высокие оценки, отмечалась работа оператора Вилько Филача и художника-постановщика. В основном, цвета фильма — тёмные, используются оттенки коричневого. Оригинальной находкой можно назвать кадр, снятый с точки зрения младенца, появляющегося на свет.
В «Андерграунде» были использованы в качестве исторических документов кадры кинохроник, отобранные Кустурицей из архивов югославского телевидения. Ими игровое действие фильма перебивается трижды: в начале и в конце первой части (постепенная оккупация Югославии нацистами и освобождение страны с последующим возвышением Марко), а также в конце второй (смерть Тито). При этом использована технология, опробованная в вышедшем незадолго до «Андерграунда» фильме Роберта Земекиса «Форрест Гамп» — актёры были вклеены в кадры хроники. В одном из кадров времён войны на улицах Белграда виден Чёрный, а Марко в исполнении Мики Манойловича появляется в хрониках времён холодной войны стоящим справа от Тито на военном параде, танцующим с Натальей рядом с Тито, присутствующим на международной встрече в составе югославского руководства.

### Музыка

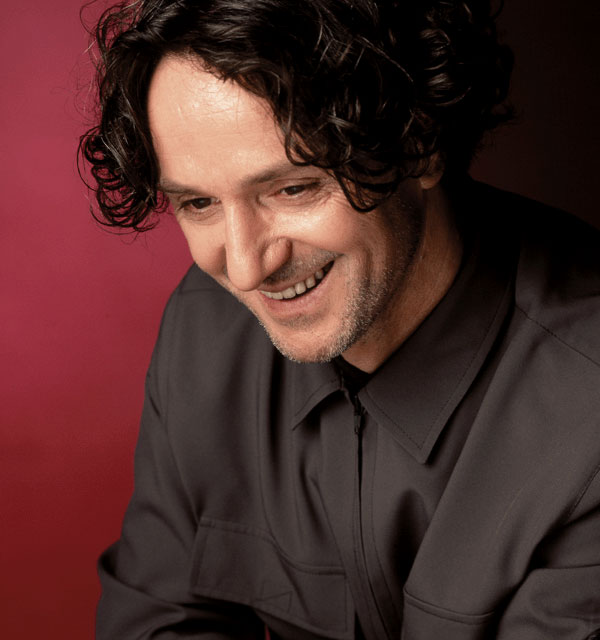
Горан Брегович, автор саундтрека.

Саундтрек к фильму написал известный югославский композитор и музыкант Горан Брегович. «Андерграунд» стал третьим и последним сотрудничеством Кустурицы и Бреговича: к последующим фильмам режиссёра музыку писали члены группы «The No Smoking Orchestra». Саундтрек был записан оркестрами Слободана Салиевича и Бобана Марковича. Архивные кадры сопровождаются песней «Лили Марлен» в исполнении киноактрисы Дорит Талмадж, сделанном для фильма The True Story of Lilli Marlene.
Основанная на цыганской музыке и народных сербских песнях (некоторые из треков — народные песни, которые Брегович только аранжировал) музыка стала одной из важных составляющих фильма и была признана в числе главных художественных достоинств «Андерграунда». Даже критики фильма отмечали саундтрек как удачу картины.
Британская газета «Daily Telegraph» в 2008 году включила саундтрек «Андерграунда» в число ста лучших в истории кинематографа. Критик Виктор Распопин, проводя параллели между «Андерграундом» и творчеством Федерико Феллини, сравнивает саундтрек фильма с музыкой из фильмов Феллини «8½» и «Амаркорд», написанной одним из известнейших мировых кинокомпозиторов Нино Ротой.
В самом начале фильма на экране появляется духовой оркестр, который затем регулярно играет в кадре. Сначала он сопровождает Марко и Чёрного, затем остаётся вместе с последним в подполье. Оркестр помогает жителям подземелья сохранять надежду. В концовке фильма тот же оркестр играет на уплывающем по реке острове.
Музыка является организующим компонентом фильма, связывая воедино разные его элементы. Концепция саундтрека как основы структуры фильма, вероятно, позаимствована Кустурицей у Лукино Висконти, чьи картины построены по принципу оперы.
Саундтрек был в 2000 году выпущен на компакт-диске Гораном Бреговичем, переписавшим для этого релиза некоторые музыкальные темы и песни (см. соответствующий раздел).

## Символика
Всё содержание «Андерграунда» наполнено разнообразными символами и метафорами. Некоторые даже считают фильм перегруженным символикой.
Центральным символом картины является подполье, что отражено и в названии фильма. Оно часто интерпретируется как образ Югославии, загнанной в подполье международной изоляции Иосипом Тито. В связи с этим можно вспомнить и предложенную ещё И. В. Сталиным формулу «социализм в отдельно взятой стране». Параллелей с реальной Югославией несколько: в подземелье представлены люди разных возрастов и культур, Чёрный пытается доказать Марко, что даже будучи изолированными, жители подполья способны на большие дела (Югославия практически порвала отношения даже с СССР и другими странами Варшавского договора). Одним из главных свершений стала сборка своими руками танка; гордостью СФРЮ был танк M-84, разработанный и созданный в Югославии.
Такая интерпретация образа подземелья связана с платоновским мифом о пещере. В фильме узниками пещеры оказываются загнанные туда жители Белграда, в реальности там находится вся Югославия. Боязнь выйти из пещеры показана на примере Йована, сына Чёрного, который после некоторого времени, проведённого снаружи, говорит, что хочет назад в подполье: выйдя на поверхность, он как будто попадает в параллельный мир. Жители подземелья, запутанные мистификациями Марко, не могут отличить реальность от вымысла — Иван не может понять, краска течёт по стенам или кровь. Поместив персонажей фильма в подполье, авторы картины поступают как Платон, сравнивший положение людей с наглядным образом пещеры. Фильм позволяет зрителю почувствовать данный аспект режима Тито, а не объясняет его.
Важное место в фильме занимают животные. Разбежавшиеся из разрушенного зоопарка в начале первой части, они символизируют вырвавшиеся на свободу низменные инстинкты. В то же время обезьяна Ивана Сони — единственное существо, которое его не предало и единственный персонаж, оставшийся живым в конце событий фильма (избежав смерти в начале первой части).
Перевёрнутая фигура Христа, у которой стоит Чёрный после того, как ему стало ясно, что по его приказу были убиты Марко и Наталья, уже фигурировала в более раннем фильме Кустурицы «Время цыган» (см. раздел «Цитаты и аллюзии»). Это прямо говорит о том, что Бог покинул Югославию. Церковный колокол же звонит только потому, что на его верёвке повесился Иван; церковь, в которой он совершил самоубийство, выглядит так же, как его макет из спичек, подаренный Иваном на свадьбу Йовану.
Как и в других фильмах, в «Андерграунде» присутствует тема человеческого полёта. Кустурица по этому поводу говорит: «Когда я учился в Праге, один профессор сказал мне: „Разница между хорошим фильмом и плохим в том, что в хорошем персонажи преодолевают земное притяжение“. Тогда я сказал себе: „Почему бы не прямо заставить их летать, как у Шагала?“» (о влияниях см. соответствующий раздел). В «Андерграунде» летает невеста Йована Елена на их свадьбе, однако, в отличие от большинства других лент режиссёра, она не взлетает сама, её поднимает в воздух механическое устройство.
Одним из важнейших символов в фильме является его концовка, в которой танцующие и сидящие за столом гости на свадьбе Йована и Елены на оторвавшемся от берега куске земли уплывают в неизвестном направлении — это является аллегорией Югославии, которая окончательно откололась от Европы. Выходящее из воды стадо коров символизирует души мёртвых, которые возвращаются в новых телах (что и происходит в эпилоге). Также можно заметить, что кусок суши, на котором танцуют празднующие, по форме напоминает очертания Боснии и Герцеговины.

## Цитаты и аллюзии
Как и остальные фильмы Эмира Кустурицы, «Андерграунд» наполнен отсылками к повлиявшим на режиссёра произведениям мирового искусства, в основном, конечно, кинематографа. Некоторые из них были озвучены самим режиссёром, об остальных можно догадываться.
Одной из таких обозначенных Кустурицей отсылок стала цитата из фильма Жана Виго «Аталанта». По поводу кадра с Еленой, плывущей под водой в Дунае, режиссёр сказал: «Летающая невеста, которую мы видим под водой… — это дань уважения „Аталанте“ Жана Виго. Потом это стало чем-то большим». Кустурица называл «Аталанту» своим любимым фильмом и говорил, что многому научился от Жана Виго — например, тому, что для того, чтоб снимать кино, надо быть поэтом.
Также Кустурица не раз упоминал в качестве одного из своих любимых режиссёров Федерико Феллини: признавался, что научился некоторым кинематографическим приёмам у итальянского режиссёра и утверждал, что им обоим присуще особое средиземноморское видение жизни. Сам Эмир получил от критиков прозвище «Балканский Феллини». В связи с «Андерграундом» чаще всего упоминаются такие фильмы Феллини как «Амаркорд» (сам Кустурица говорил, что этот фильм вдохновил его на «Время цыган») и «Интервью» (напрямую цитируется в сцене бомбардировки Белграда, когда по улицам города ходит слон, сбежавший из разрушенного зоопарка). Андрей Плахов писал, что «Андерграунд» в 1995 году был воспринят как «эпохальная фреска сродни феллиниевской „Сладкой жизни“» (см. раздел «Реакция критики»).
Кустурица также известен своим уважительным отношением к Ф. Ф. Копполе (который, как и сам Кустурица, является одним из немногих двукратных обладателей «Золотой пальмовой ветви»). Возможно, сцена в конце второй части фильма, в которой Чёрный стреляет по вертолёту из винтовки, цитирует фильм Копполы «Апокалипсис сегодня».

Летающая невеста — аллюзия на творчество Марка Шагала и автоцитата из фильма Кустурицы «Время цыган».

Кроме произведений киноискусства, на Кустурицу повлияли и представители других искусств. В частности, он сам отмечал влияние художника Марка Шагала: «Мне кажется, я немного похож на Марка Шагала, потому что использую те же самые цвета и темы». Невеста Йована Елена, которая «летит» над гостями, будучи поднята каким-то механическим устройством, видимо, является аллюзией на одну из картин Шагала.
Летающая невеста, кроме того, является автоцитатой Кустурицы: в его фильме «Время цыган» (1988) сначала в виде летающей невесты предстаёт мать главного героя, а потом — его собственная невеста Азра. Невесты вообще часто появляются в фильмах Кустурицы начиная с его первого телефильма, который называется «Невесты приходят» (1978); уже после «Андерграунда» этот мотив продолжают фильмы «Чёрная кошка, белый кот» (1998) и «Завет» (2007).
Другой элемент, связывающий «Андерграунд» с более ранними фильмами Кустурицы — Марко Дрен, персонаж Мики Манойловича. Во второй картине Кустурицы — «Папа в командировке» (1985) — Манойлович тоже исполнил главную роль. Там он играл того, кого предали, а в «Андерграунде» сыграл предателя. В конце фильма «Папа в командировке», когда персонаж Манойловича Меша возвращается из лагеря, его деверь[уточнить], благодаря интригам которого Меша туда попал, просит прощения. Меша отвечает ему словами: «Я могу забыть, но не могу простить». В концовке «Андерграунда» Марко Дрен, которого играет Манойлович, просит прощения у Чёрного, и тот отвечает ему: «Я могу простить, но забыть не смогу».
Перевёрнутая фигура Христа, возле которой стоит Чёрный в конце третьей части «Андерграунда», появлялась в финале «Времени цыган», а рыба, которую жарит на костре Йован в конце второй части, возможно, является отсылкой к предыдущей ленте Кустурицы «Аризонская мечта» (1993).

## История создания

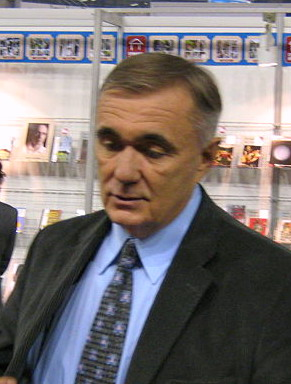
Душан Ковачевич, автор пьесы «Весна в январе», на которой основан фильм, и соавтор сценария.

На момент начала распада Югославии Кустурица уже некоторое время жил в США. В начале войны дом режиссёра в Сараево был сожжён, а его отец Мурат Кустурица умер от сердечного приступа. Эти события побудили Кустурицу вернуться в Югославию, чтобы снять там свой новый фильм, попытаться в нём нарисовать картину новейшей истории Югославии и определить её место в современном мире.
Пьеса Душана Ковачевича «Весна в январе» (серб. Пролеће у јануару), на которой основан сюжет фильма, была написана ещё до событий распада Югославии. Кустурицу заинтересовала пьеса, и вместе с автором он переработал её в сценарий фильма. Сценарий в итоге значительно отошёл от пьесы Ковачевича (сохранив, тем не менее, главный мотив), он был значительно дополнен, в том числе, событиями, происходящими в 1990-е во время войн на Балканах.

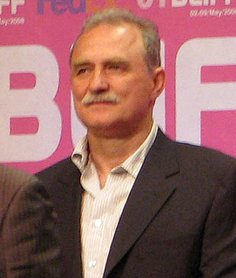
Лазарь Ристовски, исполнитель роли Чёрного, в 2008 году.

На главные роли были приглашены как знакомые Кустурице по трём его первым полнометражным лентам актёры, так и те, с кем он ещё не работал. Славко Штимац был знаком режиссёру по первому фильму Кустурицы «Помнишь ли ты Долли Белл?» (1981); исполнитель роли Марко Мики Манойлович играл главную роль в фильме, впервые принёсшем Кустурице «Золотую пальмовую ветвь» — «Папа в командировке» (1985); Давор Дуймович был задействован в «Папе в командировке», а также в третьем полнометражном фильме режиссёра «Время цыган» (1988) (роль Баты стала последней для Дуймовича, который уже страдал наркотической зависимостью и в 1999 году покончил с собой). Кроме того, небольшие роли исполнили Бора Тодорович (Ахмед в фильме «Время цыган»), Нелле Карайлич (лидер группы «Zabranjeno Pušenje», в которой после её воссоздания под названием «The No Smoking Orchestra» стал играть Кустурица), в камео появился и сам режиссёр. Остальные главные роли исполнили уже прославившиеся на тот момент югославские актёры Лазарь Ристовски, Мирьяна Йокович и Мирьяна Каранович.
Съёмки, студийные и натурные, проходили в основном в Праге. Некоторые эпизоды, в том числе все сцены на реке, были сняты в Болгарии. Только две сцены фильма были сняты в Югославии.
Изначально картина длилась 320 минут, и по требованию продюсеров Кустурице пришлось значительно сократить её. После показа в Каннах режиссёр снова перемонтировал фильм для проката. Трёхсотминутная версия была разбита на шесть серий и показана как телеверсия фильма во Франции и Югославии.

## Реакция критики
Ещё во время фестиваля в Каннах, когда «Андерграунд» только был представлен широкой публике, его сопровождал крупный успех. Лента была воспринята как эпохальная. В голосовании, проведённом в 1995 году российским журналом «Искусство кино» к столетию кинематографа, Кустурица вместе с Квентином Тарантино лидировал в списке «режиссёров XXI века», а в анкете Сергея Кудрявцева режиссёры были объединены в одного персонажа по имени Квентин Кустурица. После выхода фильма режиссёр, которому было только сорок лет, фактически был причислен к классикам европейского кинематографа. Это было выражено и присуждением «Андерграунду» «Золотой пальмовой ветви», которая стала для Кустурицы уже второй — до него две «Ветви» смогли получить только два режиссёра, Фрэнсис Форд Коппола и Билле Аугуст (Сёхэй Имамура, братья Дарденн и Михаэль Ханеке повторили это достижение уже после Кустурицы).
В отзывах критиков непосредственно после выхода фильма преобладали эмоциональные оценки. Критик Жерар Лефор назвал фильм «знаменитой речью Черчилля: „Я обещаю вам кровь и слёзы“, положенной на музыку „Sex Pistols“». Встречаются оценки картины как важнейшего фильма своего времени, а также как одного из лучших когда-либо созданных фильмов о войне.
Такая реакция была вызвана как художественными достоинствами фильма (см. соответствующий раздел), так и тем, что Кустурица заставил зрителей поверить в жизненную силу киноискусства на фоне шедших в 1990-е разговоров о кризисе кинематографа.
Скептики называли в числе главных отрицательных черт перегруженность символикой, стремление превратить всё в метафору и обилие символов, связанных с одной и той же темой; претенциозность; затянутость фильма, которой остались недовольны и некоторые благожелательно настроенные критики; грубый юмор.

### Обвинения в пропаганде
Непосредственно после выхода картины в прессе активно обсуждался её политический подтекст. Противники фильма утверждали, что «Андерграунд» — просербский пропагандистский фильм, защитники же говорили, что никакой пропаганды лента не содержит.
Сразу же после того, как жюри 48-го Каннского кинофестиваля объявило о том, что «Золотая пальмовая ветвь» присуждена «Андерграунду», некоторые либеральные журналисты подвергли это решение критике. Первым и наиболее активным критиком, с которым Кустурица вступил в полемику, стал французский философ и эссеист Ален Финкелькрот, опубликовавший (ещё не посмотрев к тому моменту фильм) в газете «Le Monde» статью L’imposture Kusturica. По его мнению, режиссёр извратил историю Югославии последних на тот момент пятидесяти лет, представив её с просербской националистической точки зрения. Кустурица, как утверждается в статье, пытается представить в виде нацистов боснийцев, хорватов и словенцев, а сам выступает на стороне Слободана Милошевича, который, по мнению Финкелькрота, является одним из главных виновников войны в Югославии.
Когда «Андерграунд» вышел в прокат, Кустурица написал ответ Алену Финкелькроту и опубликовал его в той же «Le Monde» 26 октября 1995 года. В этой статье, названной Mon imposture, режиссёр сделал попытку довести до абсурда предъявленные ему обвинения в поддержке националистических сил, тем не менее, не опровергая их.
Финкелькрот, посмотрев фильм, опубликовал ещё одну статью — La propagande onirique d’Emir Kusturica в газете «Libération». В ней он заявил, что необязательно было смотреть фильм для того, чтобы понять, что он является оскорбительной мистификацией истории Югославии и наполнен пропагандой. Кроме того, Финкелькрот подверг критике художественную сторону фильма.
Ещё одним противником Кустурицы был Станко Церович, французский журналист родом из Черногории, который назвал решение каннского жюри политизированным и заявил, что реконструкция истории, проведённая Кустурицей, не имеет ничего общего с действительностью.
Среди деталей, на которые обращали внимание оппоненты Кустурицы, — имена тех партизан, которых Чёрный обвиняет в воровстве (один из них, судя по имени — босниец, второй — хорват); кадры хроники Второй мировой войны, в которых показано, как немецких оккупантов приветствуют в Мариборе (Словения) и Загребе (но не в сербском Белграде); миротворцы ООН («голубые каски»), которые охраняют торговца оружием — Марко в третьей части.
Кустурица был настолько уязвлён обвинениями, что заявил о том, что уходит из кино, однако не сдержал обещания и через три года представил свой следующий фильм «Чёрная кошка, белый кот». История же с полемикой вокруг «Андерграунда» была использована режиссёром Паскалем Боницером, в фильме которого «Ничего для Робера» (1999) критик пишет рецензию на фильм хорватского режиссёра, не посмотрев его фильм.

## История проката
После успеха «Андерграунда» в Каннах, где фильм был показан впервые 25 мая 1995, многие страны приобрели его для проката. С 25 октября картина демонстрировалась в кинотеатрах Франции, затем фильм прошёл и в других странах. Долго не удавалось найти дистрибьютора в США, и в итоге «Андерграунд» только 20 июня 1997 вышел на экраны в Соединённых Штатах. В России своеобразная «премьера» фильма произошла уже в 90-е годы на видеокассетах и в телетрансляциях; интерес к фильму подогревался публикациями в прессе, причём не только специализированной киноведческой, но и в общественно-политических изданиях навроде «Ъ». На большом же экране фильм был показан только в 2001 году.
После Каннского «Андерграунд» был вне конкурса показан на фестивалях в Нью-Йорке, Ванкувере и Рейкьявике.
Общие мировые сборы фильма составили 17 155 263 долларов США. В США было собрано $ 6 719 864, в России — $ 195 000.

### Даты премьер
Даты приведены в соответствии с данными IMDb.
- Франция — 25 октября 1995
- Дания — 10 ноября 1995
- Германия — 23 ноября 1995
- Польша — 24 ноября 1995
- Нидерланды — 21 декабря 1995
- Австралия — 26 декабря 1995
- Республика Корея — 6 января 1996
- Испания — 24 января 1996
- Швеция — 2 февраля 1996
- Турция — 23 февраля 1996
- Великобритания — 8 марта 1996
- Португалия — 22 марта 1996
- Венгрия — 28 марта 1996
- Япония — 20 апреля 1996
- Финляндия — 19 июля 1996
- Аргентина — 12 сентября 1996
- Мальта — 18 сентября 1996
- Гонконг — 19 декабря 1996
- США — 20 июня 1997
- Эстония — 31 октября 1997
- Россия — 1 февраля 2001[53]

## Награды и номинации
Список наград и номинаций приведён в соответствии с данными IMDb.

### Награды
| Год  | Награда                                                                          | Награждённый   |
| ---- | -------------------------------------------------------------------------------- | -------------- |
| 1995 | «Золотая пальмовая ветвь» (Каннский кинофестиваль)                               | Эмир Кустурица |
| 1996 | Премия «Люмьер» за лучший иностранный фильм                                      | Эмир Кустурица |
| 1997 | Премия Бостонского объединения кинокритиков за лучший фильм на иностранном языке |                |
| 1997 | Премия «Кинема Дзюнпо» за лучшую режиссуру в фильме на иностранном языке         | Эмир Кустурица |

### Номинации
| Год  | Номинация                                                                                | Номинант                        |
| ---- | ---------------------------------------------------------------------------------------- | ------------------------------- |
| 1995 | «Золотая лягушка» (Camerimage)                                                           | Вилько Филач                    |
| 1996 | Премия «Сезар» за лучший иностранный фильм                                               | Эмир Кустурица                  |
| 1997 | Премия «Серебряный кондор» Ассоциации кинокритиков Аргентины за лучший иностранный фильм | Эмир Кустурица                  |
| 1997 | Премия «Чешский лев» за лучший фильм (Nejlepsí film)                                     | Карл Баумгартнер, Макша Катович |
| 1998 | Премия «Независимый дух» за лучший иностранный фильм (Best foreign film)                 | Эмир Кустурица                  |

## Создатели

### Съёмочная группа
- Режиссёр — Эмир Кустурица

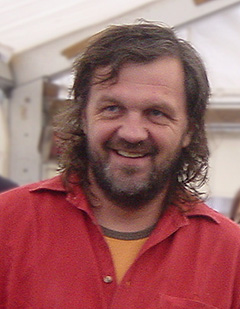
Эмир Кустурица, режиссёр, автор сценария.

- Продюсеры — Карл Баумгартнер, Макша Катович
- Исполнительный продюсер — Пьер Спенглер
- Авторы сценария — Душан Ковачевич, Эмир Кустурица
- Композитор — Горан Брегович
- Оператор — Вилько Филач
- Художник — Милен Клякович
- Монтаж — Бранка Чеперац
- Художник по костюмам — Небойса Липанович

### В ролях
| Актёр             | Роль             |
| ----------------- | ---------------- |
| Мики Манойлович   | Марко            |
| Лазарь Ристовски  | Чёрный           |
| Мирьяна Йокович   | Наталья          |
| Славко Штимац     | Иван             |
| Эрнст Штёцнер     | Франц            |
| Срджан Тодорович  | Йован            |
| Мирьяна Каранович | Вера             |
| Милена Павлович   | Елена            |
| Бата Стойкович    | Дедушка Марко    |
| Давор Дуймович    | Бата             |
| Бора Тодорович    | Голуб            |
| Нелле Карайлич    | Цыган            |
| Бранислав Лечич   | Мустафа          |
| Драган Николич    | режиссёр         |
| Эмир Кустурица    | торговец оружием |

## Саундтрек
Саундтрек фильма за авторством Горана Бреговича был выпущен в виде компакт-диска в 2000 году. Некоторые песни были записаны заново специально для альбома.

### Список композиций
1. Kalasnijkov
2. Ausencia
3. Mesecina (Moonlight)
4. Ya Ya (ringe ringe raja)
5. Kajesukarije
6. Wedding
7. War
8. Undeground
9. Undeground Tango
10. The Belly Button of the World
11. Sheva